# Warsow (Computerspiel)

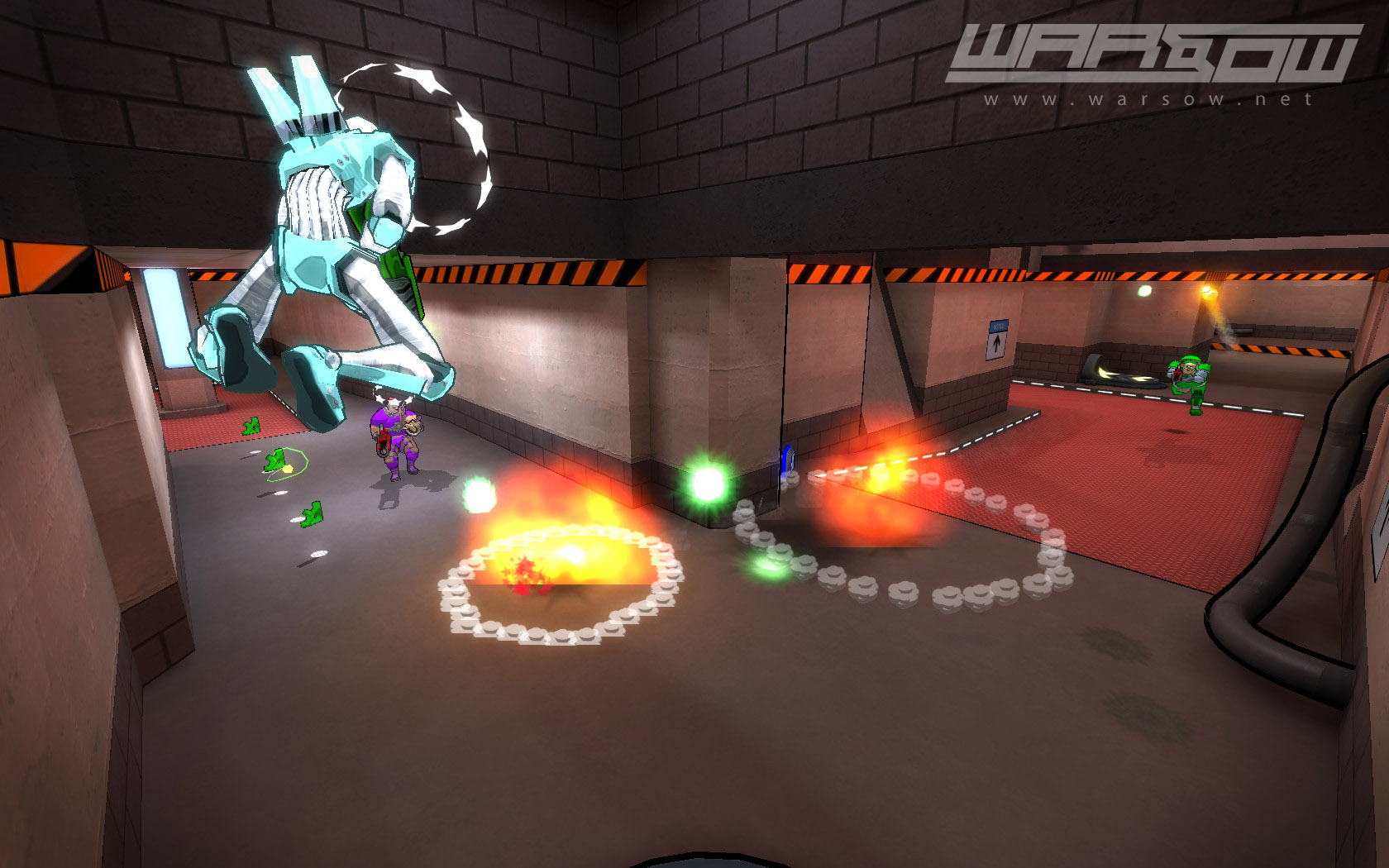
Alle Modelle werden mit Cel-Shading gerendert. Auch Treffereffekte und Explosionen sind stilisiert dargestellt.

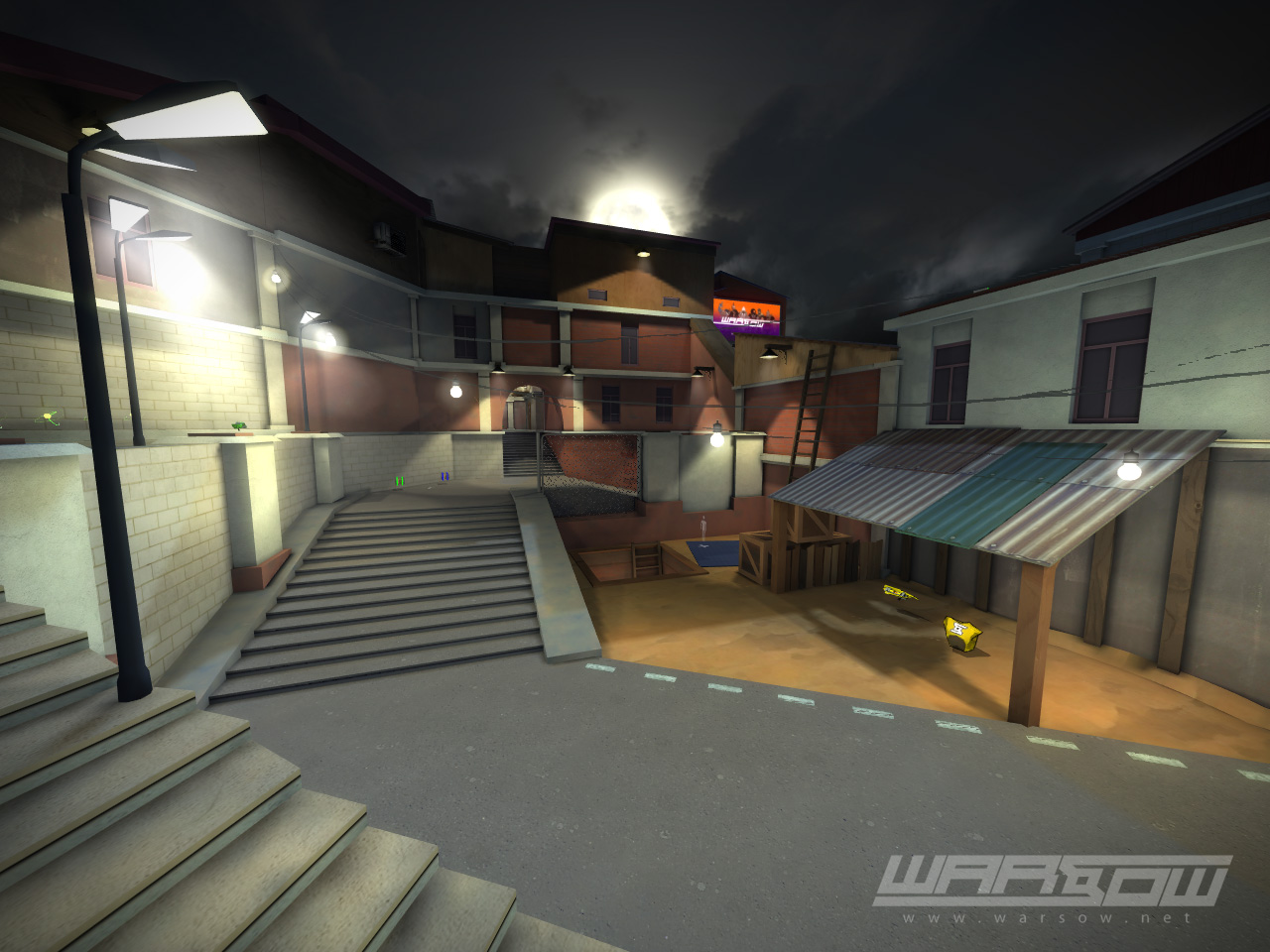
Die stark modifizierte Quake 2 Engine unterstützt moderne Lichteffekte.

Warsow (auch War§ow) ist ein Ego-Shooter für Windows, Linux und Mac OS X. Das Spiel verwendet eine freie Grafik-Engine, die auf Qfusion, einer Modifikation der Quake 2 GPL Engine, basiert, und steht somit bis auf eine Reihe von Spieldaten selbst unter der GNU GPL.

## Geschichte
Warsow wurde von großen E-Sports-Ligen wie der ESL oder ClanBase aufgenommen, mittlerweile aber wieder eingestellt. Die Community veranstaltet aber selbst sehr viele Cups.
Seit dem 26. Mai 2008 war Warsow eine Disziplin in der GIGA Liga des ehemaligen Fernsehsenders GIGA.
Für Mod-Entwickler steht auf der Website der Entwickler ein SDK zum Download zur Verfügung.
Mit der Version 0.4 am 19. Januar 2008 wurde erstmals auch Mac OS X unterstützt.
Version 1 erschien nach einer 8-jährigen Betaphase. Geboten wurden unter anderem eine Unterstützung von Warsow und ein integrierter IRC-Client. Überarbeitet wurde die Geometrie der Hitbox. Zudem wurde die Performance unter Verwendung von Vertex Buffer Object stark verbessert.
Am 18. Oktober 2012 wurde das Spiel frei bei GOG.com veröffentlicht. Am 9. Februar 2013 ist Warsow „Steam Greenlight“ beigetreten mit dem Ziel, Warsow in Steam aufzunehmen. Dafür muss genügend Interesse von der Steam Community gezeigt werden, was am 18. September 2013 erreicht wurde. Seitdem gibt es aber noch keine weitere Entwicklung für die Steam Portierung.
2016 wurde die Entwicklung eingestellt. Eine Projektaufspaltung namens Warfork wurde erfolgreich auf Steam veröffentlicht.

## Spielprinzip
Das Gameplay ähnelt bekannten Arena-Shootern mit einer Vielzahl von möglichen Trickjumps. Die Spielgeschwindigkeit ist hoch. Zudem verlangt eine recht lange Eingewöhnungszeit, bevor die volle Spanne der Möglichkeiten ausgenutzt werden kann.
Es wird bewusst eine comicartige Grafik mit Cel Shading ähnlichen Schattierungen benutzt, um die Sichtbarkeit der Spieler und der Umgebung zu garantieren.
Auf Splatter-Effekte wird ebenso verzichtet, um die Lesbarkeit des Spiels zu erhöhen.
Jede Waffe besitzt zwei Feuermodi.
Neben den klassischen Tricks aus der Quake-Reihe (Bunnyhops, Strafejumps) haben die Entwickler zusätzlich neue Tricks wie „Sprünge von der Wand“ (Wall Dodge) und „Doppel-(Hetz)Sprünge“ (Double Dash Jump) sowie Weaponjumps (dash+Rakete an die Wand für das Erreichen einer sehr hohen Geschwindigkeit in kurzer Zeit, Granate auf den Boden und im richtigen Moment springen um sehr hoch zu springen, mit Plasmagun Wände hochschießen) in Warsow eingebaut.
Des Weiteren gibt es ein komplettes Power-up-System sowie für jede Waffe schwache und starke Munition. Letztere muss separat eingesammelt werden und wird, wenn sie aufgenommen wurde, zuerst verschossen.
Im Modus Clan Arena (Ca), in dem man bereits alle Waffen hat, kann der Spieler in verschiedenen Klassen starten: Der Grunt (1. Klasse) hat stärkere Raketen (rl) und durchschlagskräftigere Schrotflintenschüsse (rg), der Camper (2. Klasse) hat einen besseren Electrobolt (eb) (ähnlich Railgun / Scharfschützengewehr), der nicht nur stärker schießt, die Wirkung ist sogar instant (unmittelbar). Des Weiteren hat der Camper stärkere Granaten (gl), die nach dem zweiten Bodenkontakt sofort explodieren.
Der Spammer (3. Klasse) hat eine stärkere Plasmagun (pg, ähnlich Maschinengewehr) und eine stärkere Lasergun (lg, ähnlich Flammenwerfer). Sobald ein Spieler all seine Strong-Ammo verschossen hat, verschießt er danach nur noch Weak-Ammo. Die 7. Waffe die „Gunblade“ (gb, Mischung aus Kreissäge und Gewehr) hat keine Klasse als Strong-weapon, da es für sie keine Strong-Ammo auf den Maps gibt.
Des Weiteren wurde in Version 0.5 die Machinegun (mg) implementiert.

### Bots
Warsow hat ab Version 0.4 neue Bots, die Gegenstände benutzen können, das Bewegen (mit Ausnahme von Weaponjumps) beherrschen und gut zielen. Des Weiteren „zählen“ die Bots die Gesundheitspunkte ihrer Gegner mit und wechseln so geschickt, je nach Situation, die Waffe (z. B. Gegner hat wenig HP, Bot nimmt die Riotgun/Schrotflinte).

### Spielmodi
In Warsow gibt es die folgenden Spielmodi:
- Deathmatch (kurz: DM)
- Team Deathmatch (kurz: TDM)
- Capture the Flag (kurz: CTF)
- Instagib
- Duel
- Clan Arena (kurz: CA; ab Version 0.3 integriert)
- Duel Arena (kurz: DA; ab Version 0.4 integriert)
- Race
- Bomb & Defuse (kurz: bomb; ab Version 0.5 integriert)
- Capture the Flag - Tactics (kurz: ctft)
- Team Domination (kurz: tdo; ab Version 0.5 integriert)
- Headhunt (ab Version 0.5 integriert)
- Midair

Ab Version 0.5 gibt es aber für die Community die Möglichkeit, eigene Spielmodi, sogenannte Gametypes, zu erstellen, ohne dafür in C einsteigen zu müssen. Dies geschieht in der Skript-Sprache AngelScript.

## Rezeption
Das Spieltempo sei extrem hoch und die zahlreichen Bewegungsmöglichkeiten mit einer hohen Lernkurve verbunden. Warsow präsentiere sich als solider Mehrspieler-Ego-Shooter mit ausgewogenen, abwechslungsreichen und durchdachten Levels. Die zahlreichen Spielmodi erhöhen den Spielspaß. Das grafische Benutzerinterface kann völlig frei auf dem Bildschirm angeordnet werden. Für ein kostenfreies Spiel sei die Grafik auf sehr hohem Niveau, jedoch nicht auf dem aktueller kommerzieller Titel. Auf eine explizite Gewaltdarstellung wird komplett verzichtet. Stattdessen wird auf eine comichafte Cel Shading Optik gesetzt. Für Fans des Genres sei das Spiel uneingeschränkt empfehlenswert. PC Games sah starke Anleihen an der Quake-Reihe. GameStar verglich es mit Quake Live und lobte die zahlreichen Spielmodi, die das Original übertreffen. Das Fachmagazin c’t wies darauf hin, dass sich das Spiel gut für eine LAN-Party eigne, da der Dedicated Server gleich mitgeliefert werde. GIGA hob die hohe Geschwindigkeit auf modernen Rechnern hervor.